# Skarpowce
Skarpowce (biał. Скарпаўцы; ros. Скарповцы) – wieś na Białorusi, w obwodzie witebskim, w rejonie postawskim, w sielsowiecie Łyntupy.

## Historia
W czasach zaborów wieś w okręgu wiejskim Dąbrowszczyzna, w gminie Komaje, w powiecie święciańskim Imperium Rosyjskiego. W 1866 roku miała 36 dusz rewizyjnych, należała do dóbr Dąbrowszczyzna, własność Zabłockich. W 1905 roku liczyła 128 mieszkańców, 148 dziesięcin.
W dwudziestoleciu międzywojennym wieś leżała w Polsce, w województwie wileńskim, w powiecie święciańskim, w gminie Komaje.
W 1931 w 23 domach zamieszkiwało 106 osób.
Miejscowość należała do parafii rzymskokatolickiej w Komajach. Podlegała pod Sąd Grodzki w Łyntupach i Okręgowy w Wilnie; właściwy urząd pocztowy mieścił się w Komajach.
W wyniku napaści ZSRR na Polskę we wrześniu 1939 miejscowość znalazła się pod okupacją sowiecką. 2 listopada została włączona do Białoruskiej SRR. Od czerwca 1941 roku pod okupacją niemiecką. W 1944 miejscowość została ponownie zajęta przez wojska sowieckie i włączona do Białoruskiej SRR.
Do 2004 roku w sielsowiecie Komaje.